# جيسيكا ديناج
جيسيكا ديناج هي ممثلة دنماركية ولدت في 22 أكتوبر 1993، بدأت مشوارها التمثيلي في 2017.